# 柯蒂斯斯泰申 (密西西比州)
柯蒂斯斯泰申（英語：Curtis Station）是位於美國密西西比州帕諾拉縣的非建制地區。

## 歷史
柯蒂斯斯泰申的郵局於1927年設立，其後於1935年停運。

## 地理
柯蒂斯斯泰申所處的海拔為高於海平面48米（即157英呎），而該地所採用的時區為UTC-6，即北美中部時區（CST）。同時該地設有夏令時間，為UTC-6調快一小時，即UTC-5（CDT）。